# Gerrit Hendrik Heinen
Gerrit Hendrik Heinen (Aalten, 1851 – aldaar, 26 september 1930) was een ondernemer, fotograaf, decoratie- en kunstschilder.
Heinen kwam uit een boerenfamilie. Hij was de zoon van Johannes Willem Heinen en Antonetta Piepers. In Rotterdam volgde hij een opleiding tot huis- en decoratieschilder. In 1877 trok hij naar Amsterdam. Hij kreeg opdrachten voor wand- en plafondschilderingen, onder meer voor het Doelen Hotel, het Centraal Station te Amsterdam en de stations van Enschede en Antwerpen.
Op een van zijn reizen naar het buitenland leerde Heinen de Zwitserse Marie Streuli kennen. In 1880 trouwde hij met haar en samen kregen ze negen kinderen. Hij was de vader van onder anderen Marie Heinen, directrice van het Nationaal Bureau voor Vrouwenarbeid.
Rond 1894 maakte Heinen een serie foto’s van Amsterdam en gaf deze in eigen beheer uit onder de titel Panorama's en stadsgezichten van Amsterdam.  
Heinen verdiende zoveel geld als ondernemer dat hij in 1913 kon ophouden met werken. Hij bleef wel bas-reliëfs schilderen. De laatste jaren van zijn leven bracht hij door in Italië, waar hij kennis maakte met Pietro Armati, een Italiaans kunstschilder, die hij naar Nederland bracht en aan opdrachten hielp. 
In het Centraal Station in Amsterdam zijn nog steeds schilderingen van Heinen aanwezig.
- Bibliothèque nationale de France: cb14528634w (data)
- Biografisch Portaal: 14875699
- International Standard Name Identifier: 0000 0000 4474 2015
- Library of Congress Control Number: no2004057976
- Nederlandse Thesaurus van Auteursnamen: 240796683
- RKD-Nederlands Instituut voor Kunstgeschiedenis: 343269
- Virtual International Authority File: 69165652
- WorldCat: E39PBJcR6Km8xDxwqCwjcrfpfq